# Chitrawan
Chitrawan (Nepali चित्रवन Chitrawan) ist eine Stadt (Munizipalität) im mittleren Terai im Distrikt Chitwan (Nepal).
Chitrawan liegt westlich von Bharatpur am linken Flussufer des Narayani.
Die Stadt entstand 2014 durch Zusammenlegung der Village Development Committees Gunjanagar und Saradanagar.
Das Stadtgebiet von Chitrawan umfasst 36,3 km².

## Einwohner
Bei der Volkszählung 2011 hatten die VDCs, aus welchen die Stadt Chitrawan entstand, 26.579 Einwohner (davon 12.016 männlich) in 6238 Haushalten.